# Сервий Фабий Пиктор
Сервий Фабий Пиктор (на латински: Servius Fabius (Q. f. Q. n.) Pictor) е политик, аналист, историк и антиквар на Римската република от фамилията Фабии, клон Пиктор.
Син е на претор Квинт Фабий Пиктор.
Сервий Пиктор е вероятно консул през 51 пр.н.е.. Цицерон го споменава като литерат. Вероятно той е този Фабий Пиктор, автор на De Jure Pontificio, споменаван от Авъл Гелий и Макробий. Той е автор и на анали.